# Bafq
Bafq (persa:|بافق, transliterat Bāfq) és una ciutat de l'Iran, capital del comtat del mateix nom (Comtat de Bafq), a la província de Yazd. Segons el cens del 2006 la població era de 30.867 habitants repartits en 7.919 families.
Està situada a menys de 100 knms al sud-est de Yadz, i ja existia a l'edat mitjana. El muzaffàrida Mubariz al-Din Muhàmmad hi va derrotar els nikudaris el 1319